# 41-es főút
41-es főút (negyvenegyes főút, ungarisch für ‚Hauptstraße 41‘) ist eine ungarische Hauptstraße.

## Verlauf
Die Straße beginnt an der 4-es főút (Hauptstraße 4) in Nyíregyháza, verläuft von dort zunächst nach Osten, quert die Stadt Baktalórántháza, wendet sich nach Nordosten und führt über Vásárosnamény zur ungarisch-ukrainischen Grenze, die bei Beregsurány erreicht wird. In der Ukraine setzt sie sich als Straße T0727 nach Berehowe (ungarisch: Beregszász) fort.
Die Gesamtlänge der Straße beträgt 73 Kilometer.